# كليفانت ديريكس (ممثل)
كليفانت ديريكس (بالإنجليزية: Cleavant Derricks)‏ مواليد 15 مايو 1953 في نوكسفيل، الولايات المتحدة، هو ممثل أمريكي بدأ مسيرته الفنية سنة 1978. امتدت مسيرته الفنية لأكثر من 33 عاما.

## الأعمال
- كولد كيس
- عرض بيرني ماك
- ذا براكتيس
- المسحورات
- ممسوس بملاك
- روزان

## الجوائز
- جائزة توني
- جائزة دراما ديسك

## روابط خارجية
- كليفانت ديريكس على موقع IMDb (الإنجليزية)
- كليفانت ديريكس على موقع ميتاكريتيك (الإنجليزية)
- كليفانت ديريكس على موقع روتن توميتوز (الإنجليزية)
- كليفانت ديريكس على موقع ألو سيني (الفرنسية)
- كليفانت ديريكس على موقع ميوزك برينز (الإنجليزية)
- كليفانت ديريكس على موقع أول موفي (الإنجليزية)
- كليفانت ديريكس على موقع قاعدة بيانات برودواي على الإنترنت (الإنجليزية)
- كليفانت ديريكس على موقع إن إن دي بي (الإنجليزية)
- كليفانت ديريكس على موقع ديسكوغز (الإنجليزية)
- كليفانت ديريكس على موقع قاعدة بيانات الفيلم (الإنجليزية)